# 南京大学环境学院
南京大学环境学院虽为南京大学最年轻的学科院系之一，却是中国开展环境科学研究和教学的重要先驱者。

## 现况概览

### 系科专业
系科构成
- 环境科学系
- 环境工程系

本科、硕士、博士专业
- 环境科学
- 环境工程

### 研究机构
- 南京大学环境科学研究所
- 污染控制与资源化国家重点实验室

重点实验室主任:王晓蓉
研究方向
- 环境化学
- 环境工程
- 环境生物学（生态毒理学与环境生物技术）
- 环境规划与管理

### 其他
环境科学学科为中国国家重点学科。
污染控制与资源化研究实验室为中国国家重点实验室。

## 历史概要
- 1978年，中国从政治动乱走向改革开放和经济建设，同年，南京大学成立环境科学研究所。
- 1984年，南京大学环境科学系成立，1993年更名为环境科学与工程系。
- 1990年，中国教育部高等学校环境科学教学指导委员会成立，南大环境学系为主任单位。
- 1999年，南京大学环境学院成立，下设环境科学系和环境工程系。

## 链接
- 南京大学环境学院 （页面存档备份，存于）